# Melpomene vernicosa
Melpomene vernicosa är en stensöteväxtart som först beskrevs av Edwin Bingham Copeland, och fick sitt nu gällande namn av Alan Reid Smith och R. C. Moran. Melpomene vernicosa ingår i släktet Melpomene och familjen Polypodiaceae. Inga underarter finns listade.